# Саламана, Виссам
Виссам Саламана (араб. وسام سلامانا‎; род. 26 октября 1985, Al-Mishirfeh, Хомс) — сирийский боксёр, представитель лёгкой и легчайшей весовых категорий. Выступал за национальную сборную Сирии по боксу в конце 2000-х — начале 2010-х годов, бронзовый призёр Азиатских и Средиземноморских игр, победитель и призёр турниров международного значения, участник летних Олимпийских игр в Лондоне.

## Биография
Виссам Саламана родился 26 октября 1985 года в поселении Аль-Мушрифа области Хомс, Сирия.
Проходил подготовку в спортивном клубе «Аль-Шорта» в Дамаске.
Первого серьёзного успеха на взрослом международном уровне добился в сезоне 2009 года, когда вошёл в основной состав сирийской национальной сборной и выступил на арабском чемпионате в Каире, где одержал победу в зачёте легчайшей весовой категории. Также в этом сезоне выступил на Кубке короля в Бангкоке, взял бронзу на Средиземноморских играх в Пескаре, уступив в полуфинале итальянцу Витторио Парринелло, отметился выступлением на чемпионате мира в Милане, где в 1/8 финала был остановлен представителем Таиланда Чатчаем Бутди.
В 2010 году выступил на Открытом чемпионате Китая в Гуйяне, побывал на Азиатских играх в Гуанчжоу, откуда привёз награду бронзового достоинства — в полуфинале легчайшего веса проиграл тайцу Варапою Петчкуму.
В 2011 году дошёл до четвертьфиналов на Мемориале Нурмагамбетова в Алма-Ате и на Всемирных военных играх в Рио-де-Жанейро, взял бронзу на турнире Конакбаева в Павлодаре, стал серебряным призёром на турнире Беназир Бхутто в Исламабаде.
На Азиатском олимпийском квалификационном турнире в Астане сумел дойти до финала, выиграв у всех соперников по турнирной сетке кроме индийца Шивы Тхапы — тем самым удостоился права защищать честь страны на летних Олимпийских играх 2012 года в Лондоне. На Играх, однако, уже в стартовом поединке категории до 56 кг со счётом 7:15 потерпел поражение от казаха Каната Абуталипова и сразу же выбыл из борьбы за медали.
После лондонской Олимпиады Саламана остался в составе боксёрской команды Сирии и продолжил принимать участие в различных международных турнирах. Так, в 2013 году в лёгкой весовой категории он дошёл до четвертьфиналов на Мемориале Тайманова и Утемиссова в Атырау и на турнире Рафаэля Вахитова в Павлодаре.
В 2014 году одержал победу на чемпионате Сирии в зачёте лёгкого веса.
В 2017 году выиграл серебряную медаль на чемпионате Германии в Любеке.
В 2018 году так же боксировал на чемпионате Германии, но на сей раз попасть в число призёров не смог.